# Yannick Agnel
Yannick Agnel (nacido el 9 de junio de 1992 en Nimes ) es un nadador francés, poseedor del récord nacional en los 200 y 400 m estilo libre. En el Campeonato Europeo de Natación de 2010, Agnel ganó tres medallas, incluyendo el oro en el estilo libre de 400 m. Ganó dos medallas de oro olímpicas en el los Juegos de Londres.
En el Campeonato Mundial de Barcelona se proclamó campeón del mundo de los 200 m libre.

## Biografía
Hijo de una enfermera liberal y un director de Recursos Humanos, Yannick Agnel nació el 9 de junio de 1992 en Nimes. Es allí donde comienza a nadar en el Club Náutico Nimes a la edad de ocho años. En 2006 se une al club olímpico de natación de Niza.

## Condecoraciones
| Distinción                      | Año  |
| ------------------------------- | ---- |
| Caballero de la Legión de Honor | 2013 |